# Faumuina Mulinu'u II
Faumuina Mulinu'u (Lotofaga, 5 agosto 1921 – Lepa, 20 maggio 1975) è stato un politico samoano, che fu il primo primo ministro delle Samoa dal 1959 al 1975.
Fiame Mata'afa Faumuina Mulinu'u II era un capo della nobiltà samoana tradizionale, e fu Primo ministro delle Samoa dal 1959 al 1970 e dal 1973 alla sua morte nel 1975. È il padre di Naomi Mataʻafa.